# Cimetière de Saint-Just
Le cimetière de Saint-Just (en espagnol : Cementerio de San Justo, dont le nom complet est cementerio de la Sacramental de San Justo, San Millán y Santa Cruz), est un cimetière de Madrid en Espagne.

## Localisation
Il s'étend sur la rive supérieure droite du Manzanares, dans l'arrondissement de Carabanchel. Il est séparé au sud par un mur du cimetière Saint-Isidore, autre célèbre nécropole de la capitale espagnole.

## Histoire
Sa construction a débuté en 1846 sur des plans de l'architecte Wenceslao Gaviña y Vaquero.. Il a été inauguré en août 1847.

## Célébrités inhumées
- Mariano José de Larra
- José de Espronceda
- Ramón de Campoamor y Campoosorio
- Adelardo López de Ayala
- Manuel Tamayo y Baus
- Federico Chueca
- Ruperto Chapí
- Vicente Palmaroli
- Pedro Sainz Rodríguez
- Vicenta Lorca Romero
- Francisco Javier de Burgos y Sarragoiti
- Elena Fortún (1886-1952), écrivaine
- Gregorio Marañón (1887-1960), médecin
- Melchor Rodríguez García
- Vicente Rojo Lluch
- Concepción García Lorca
- Vicenta Lorca Romero

En 1902, l'association des écrivains et artistes a aménagé un panthéon dessiné par Enrique María Repullés y Vargas où reposent notamment :
- José de Espronceda
- Mariano José de Larra
- Eduardo Rosales
- Leandro Fernández de Moratín
- Ramón Gómez de la Serna,
- Carmen Conde
- Rafaela Aparicio
- Sara Montiel

## Détail des sépultures célèbres

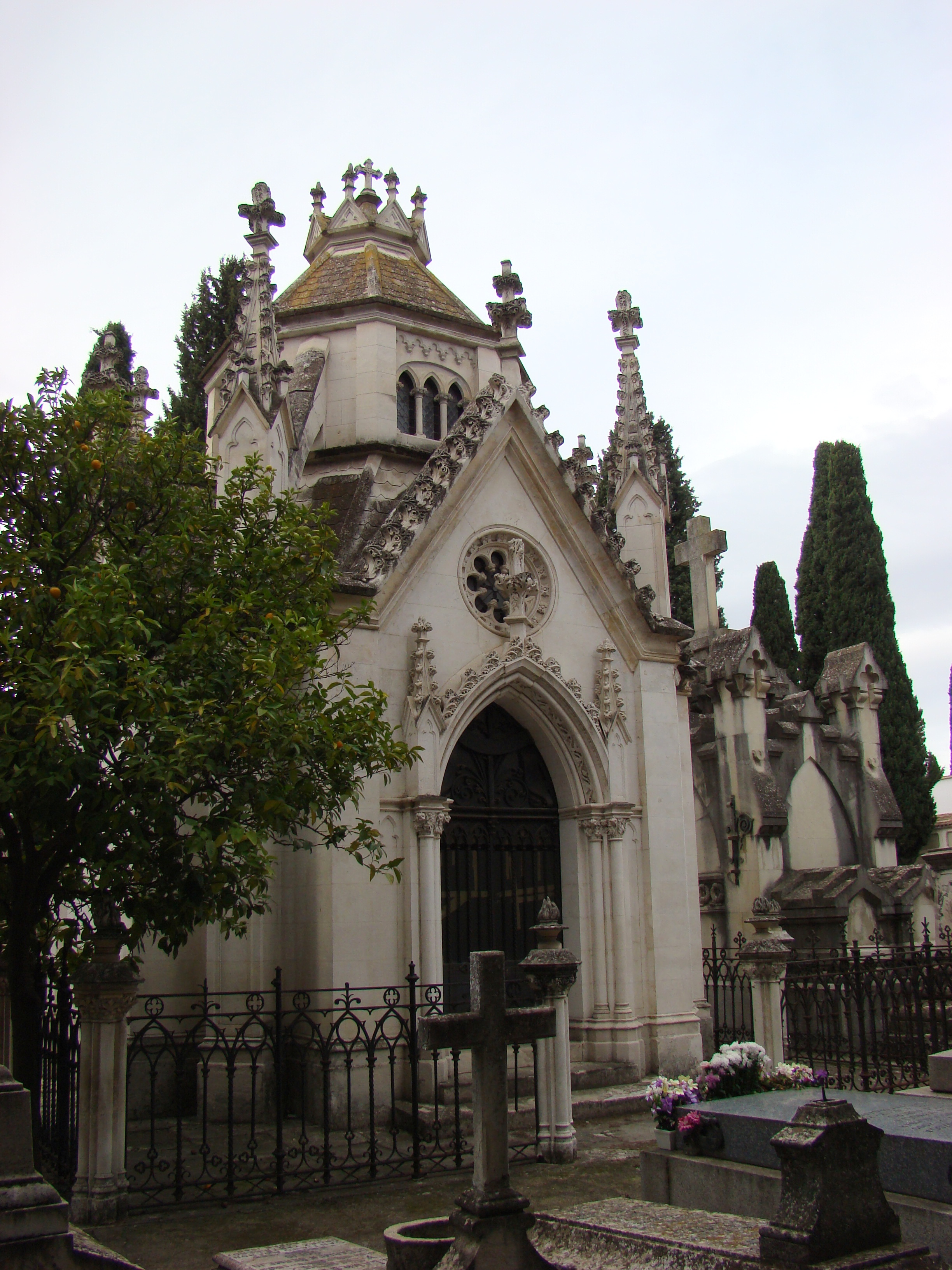
Chapelle-panthéon de style neogothiqe de la famille Campuzano-Querol (1885).

### Dans le patio San Miguel
- Jenaro Pérez Villaamil

### Dans le patio San Justo
- Antonio Gil y Zárate
- Adelardo López de Ayala
- Antonio María Esquivel
- Agustí Querol i Subirats.

### Dans le patio Santa Cruz
- Gregorio Marañón
- Juan de Ribera
- Valentín Carderera

### Dans le patio Santa Catalina
- Le torero Rafael Martín Vázquez.

### Dans le patio San Millán
- l'architecte Antonio López Aguado,
- Le paysagiste Carlos de Haes
- Le général Cassola
- Le général François Achille Bazaine
- Le compositeur Baltasar Saldoni

### Dans le patio Santa Gertrudis
- Eduardo Rosales
- Eduardo Chicharro y Agüera
- Emilio Arrieta
- Federico Chueca
- Ruperto Chapí
- Federico Moreno Torroba
- Mariano José de Larra
- Aureliano Fernández-Guerra (es)
- Dámaso Zabalza (es)
- Hilario Peñasco de la Puente (es)
- José de Espronceda
- Manuel Pavía
- Antonio García Gutiérrez
- Antonio Guzmán Fernández
- Eduardo Marquina
- Gaspar Núñez de Arce
- Ramón Gómez de la Serna
- Juan Eugenio Hartzenbusch
- Pedro Sainz Rodríguez
- Manuel Tamayo y Baus

### Dans le patio de Notre Dame du Perpétuel Secours
- Alberto Martín-Artajo
- Le journaliste Julio Camba
- Le poète Manuel Altolaguirre
- Les écrivains Ramón Menéndez Pidal, Anita Delgado et Carmen Conde

### Dans le patio du Saint-Sacrement
- Manuel Gómez-Moreno
- Sara Montiel

### Dans le patio de las Ánimas
- l'acteur Rafaela Aparicio

### Dans le patio de San José
- la danseuse Pastora Imperio.